# Митрофаново (Пензенская область)
Митрофаново — село в Башмаковском районе Пензенской области России. Входит в состав Шереметьевского сельсовета.

## География
Расположено в 6 км к югу от центра сельсовета села Шереметьево, на реке Поим.

## Население
| 1864 | 1877  | 1897 | 1911  | 1926  | 1930  | 1979 |
| ---- | ----- | ---- | ----- | ----- | ----- | ---- |
| 1047 | ↗1250 | ↘913 | ↗1156 | ↘1118 | ↗1162 | ↘794 |
| 1989 | 1996  | 2002 | 2010  |       |       |      |
| ↗842 | ↘828  | ↘698 | ↘647  |       |       |      |

## История
Основано в 1-й половине XVIII века. В 1911 г. село центр одноименной волости. В советский период центр сельсовета. В 1930-е в селе располагались колхозы «Машинный труд» и «Красная нива», в 1950-е центральная усадьба колхоза имени Ленина, а с 1980-х центральная усадьба совхоза «Митрофановский». В 1969 г. в черту села вошла деревня Котиха.

## Уроженцы
- Н. Д. Боронин — Герой Советского Союза
- Ф. Н. Видов — старший сержант, командир противотанкового орудия, полный кавалер ордена Славы.
- Г.П.Митрофанов 1902 года рождения -ефрейтор,орденоносец красной звезды,медали за боевые заслуги.103 ст.корпуса

## https://m.pamyat-naroda.ru/heroes/person-hero122844721?last_name=%D0%9C%D0%B8%D1%82%D1%80%D0%BE%D1%84%D0%B0%D0%BD%D0%BE%D0%B2&first_name=%D0%93%D1%80%D0%B8%D0%B3%D0%BE%D1%80%D0%B8%D0%B9&middle_name=%D0%9F%D0%B5%D1%82%D1%80%D0%BE%D0%B2%D0%B8%D1%87&birth_date=%7B%22date_start%22%3A%221901-12-31T21%3A29%3A43.000Z%22%7D&page=1
- Ныне существующие населенные пункты Башмаковского района Пензенской области